# Tigran Nalbandian

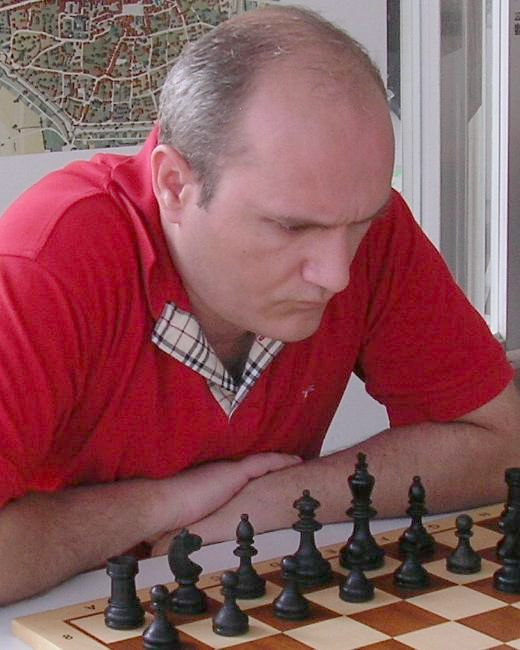
Tigran Nalbandian, Dortmund 2010

Tigran Nalbandian (Armeens: Նալբանդյան Տիգրան Վահանի) (Jerevan, 5 juni 1975 – aldaar, 28 juni 2025) was een Armeens schaker. Hij was grootmeester en internationaal trainer.
- In 1993 werd hij internationaal meester, in 2004 grootmeester.
- Van 29 april t/m 12 mei 2005 werd in Jerevan het kampioenschap van Armenië gespeeld. Nalbandian eindigde met zes punten op de vierde plaats.
- Ook in januari 2008 nam hij deel aan het kampioenschap van Armenië, maar eindigde op de laatste plaats.[2]
- In 2014 won hij in Dortmund het Helmut Kohl Memorial toernooi met 8 pt. uit 9.[3]

Nalbandian overleed op 28 juni 2025 op 50-jarige leeftijd aan een hartaanval.

## Externe koppelingen
- (en)   Informatie over schaakpartijen van Tigran Nalbandian op ChessGames.com
- (en)   Informatie over schaakpartijen van Tigran Nalbandian op 365chess.com
- (en)  FIDE-ratinggegevens voor Tigran Nalbandian